# Joe Burrow
Joseph Lee Burrow (Ames, 10 dicembre 1996) è un giocatore di football americano statunitense che milita nel ruolo di quarterback per i Cincinnati Bengals della National Football League (NFL).

## Carriera universitaria
Burrow disputò le prime due stagioni nel college football con gli Ohio State Buckeyes nel 2016 e 2017, scendendo in campo in 10 partite in due stagioni. Nel 2018 si trasferì a LSU venendo subito nominato titolare, portando i Tigers a un record di 10-3 e alla vittoria sulla University of Central Florida nel Fiesta Bowl.
Nel 2019 Burrow stabilì il record della Southeastern Conference per yard passate in una stagione (precedentemente detenuto da Tim Couch) e nell'ultima partita di stagione regolare pareggiò il record di Drew Lock dei Missouri Tigers per touchdown in una stagione. La settimana successiva si appropriò del record solitario della SEC lanciando 4 TD nella finale di conference, vinta contro Georgia, dando ai Tigers il secondo posto nel tabellone dei playoff. Il 14 dicembre 2019, Burrow fu premiato con l'Heisman Trophy, vincendo con il massimo scarto nella storia del riconoscimento.
Burrow trascinò LSU fino alla finale del campionato nazionale, dove vinse il titolo battendo per 42-25 i Clemson Tigers. Per la sua prestazione venne nominato MVP della partita.
Vittorie e premi
- Campione NCAA (2019)
- Heisman Trophy (2019)
- Maxwell Award (2019)
- Walter Camp Award (2019)
- Davey O'Brien Award (2019)
- Manning Award (2019)
- MVP College Football playoff (2019)
- Campione SEC (2019)

## Carriera professionistica

### Cincinnati Bengals

#### Stagione 2020

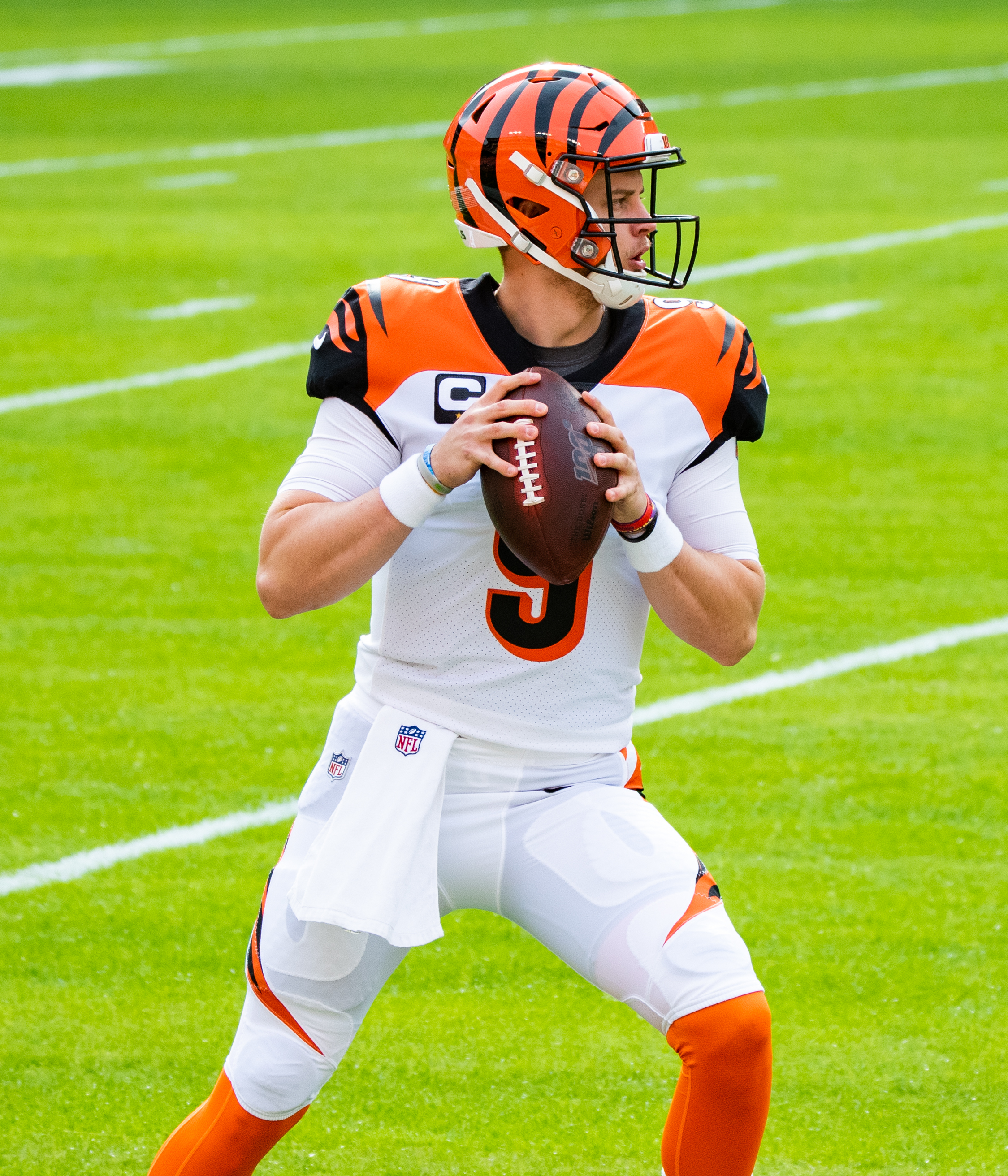
Burrow nel 2020

Burrow fu scelto come primo assoluto nel Draft NFL 2020 dai Cincinnati Bengals. Debuttò come titolare nella gara del primo turno contro i Los Angeles Chargers passando 193 yard e subendo un intercetto, oltre a 46 yard e un touchdown su corsa, nella sconfitta per 16-13. Quattro giorni dopo passò i primi tre touchdown in carriera e stabilì un record NFL per un rookie con 37 passaggi completati ma i Bengals non riuscirono ad avere la meglio sui Cleveland Browns. Burrow incassò comunque i complimenti del quarterback avversario Baker Mayfield per la sua prestazione. Dopo un pareggio contro i Philadelphia Eagles, Burrow colse la prima vittoria in carriera contro i Jacksonville Jaguars, diventando il primo rookie della storia a passare 300 yard per tre gare consecutive. Nella settimana 7 divenne il primo debuttante a passare 400 yard, tre touchdown e segnarne un altro su corsa nella sconfitta all'ultimo secondo contro i Cleveland Browns, venendo premiato come quarterback della settimana. Nell'11º turno contro il Washington Football Team, la promettente stagione da rookie di Burrow si interruppe bruscamente a causa della rottura del legamento crociato anteriore. Chiuse così con 2.688 yard passate, 13 touchdown e 5 intercetti in 10 presenze.

#### Stagione 2021
Nella settimana 4 Burrow guidò i Bengals alla vittoria in rimonta sui Jacksonville Jaguars nella gara del giovedì, passando 348 yard e 2 touchdown, venendo premiato come miglior giocatore offensivo della AFC della settimana e come quarterback della settimana. Nel settimo turno passò 416 yard, 3 touchdown e un intercetto nella vittoria sui Baltimore Ravens che portò i Bengals in testa alla division, venendo premiato ancora come quarterback della settimana. Nella settimana 16 contro i Ravens, Burrow completò 37 passaggi su 46, per un record di franchigia di 525 yard passate, quarto risultato della storia della NFL. In quella partita passò anche cinque touchdown, portando i Bengals alla nona vittoria e al primo record positivo dal 2015. Per questa prestazione fu premiato come giocatore offensivo della AFC della settimana e come quarterback della settimana. La settimana successiva, contro i Kansas City Chiefs, passò 446 yard e 4 touchdown senza subire intercetti. La vittoria per 34–31 consentì ai Bengals di aggiudicarsi la vittoria della AFC North division. La sua stagione regolare si chiuse con il secondo miglior passer rating della NFL, 108,3, mentre guidò la lega sia con 8,9 yard medie per passaggio tentato che con il 70,4% di passaggi completati. Il 10 febbraio 2022 fu premiato come Comeback Player of the Year.
Nel turno delle wild card passò 244 yard e 2 touchdown nella vittoria sui Las Vegas Raiders, la prima nei playoff dei Bengals da 31 anni. In seguito i Bengals eliminarono i Tennessee Titans numeri 1 del tabellone della AFC. Nella finale di conference si aggiudicò la vittoria per 27-24 ai tempi supplementari contro i Kansas City Chiefs garantendo così l'accesso al Super Bowl per la terza volta nella storia della franchigia, la prima dal Super Bowl XXIII. Burrow divenne il primo quarterback al secondo anno da Russell Wilson nel 2014 a raggiungere il Super Bowl e il primo quarterback scelto come primo assoluto a qualificarvisi nelle prime due stagioni. Il 13 febbraio 2022 i Bengals si arresero ai Los Angeles Rams nel Super Bowl LVI perdendo per 23-20, in una partita in cui Burrow passò 263 yard e un touchdown.

#### Stagione 2022
Nella prima partita della stagione Burrow pareggiò Kurt Warner come il terzo giocatore più veloce della storia a passare 7.500 yard in carriera. Fu tuttavia una partita da dimenticare per il quarterback, che per la prima volta in carriera subì 4 intercetti (oltre a un fumble perso) nella sconfitta ai tempi supplementari contro gli Steelers. La prima vittoria giunse due settimane dopo contro i New York Jets in cui passò 275 e 3 touchdown. Nel sesto turno fu premiato come quarterback della settimana grazie a 300 yard passate e 3 touchdown nella vittoria sui New Orleans Saints. Sette giorni dopo passò 481 yard, 3 touchdown e ne segnò un quarto su corsa nella vittoria sugli Atlanta Falcons. In quella partita stabilì un nuovo record NFL per il maggior numero di gare con almeno 400 yard passate nelle prime tre stagioni in carriera (superando le 4 di Dan Marino) e pareggiò il primato di Matthew Stafford come giocatore più rapido della storia a passare 9.000 yard in carriera. Per questa prestazione fu premiato sia come giocatore offensivo dell'AFC della settimana che come quarterback della settimana. Nella gara dell'undicesimo turno, la vittoria 37-30 sui Pittsburgh Steelers, Burrow lanciò per 355 yard con 24 passaggi completati su 39 totali e quattro touchdown, venendo nuovamente nominato come quarterback della settimana.
Nel tredicesimo turno Burrow salì a un record di 3-0 contro Patrick Mahomes e i Chiefs, passando 286 yard, correndone 46 e segnando 3 touchdown totali per un passer rating di 126,6, venendo premiato nuovamente come giocatore offensivo della AFC della settimana. Nella partita della settimana 16, la vittoria 22-18 contro i New England Patriots, Burrow lanciò per 375 yard, suo record stagionale, con 40 completi su 52 tentativi, tre touchdown e un passer rating di 99,4, venendo premiato per la terza volta in stagione come miglior giocatore offensivo della AFC della settimana.
A fine stagione fu convocato per il suo primo Pro Bowl e finì quarto nel premio di MVP della NFL dopo essersi classificato quinto nella lega in yard passate (4.475) e secondo in passaggi da touchdown (35).
Nel primo turno di playoff i Bengals batterono i Ravens con Burrow che passò 209 yard e un touchdown, oltre a una seconda marcatura su corsa. La settimana successiva passò 242 yard e 2 touchdown in un Highmark Stadium innevato battendo i Buffalo Bills e qualificandosi per la seconda finale di conference consecutiva. Lì i Bengals furono sconfitti dai Chiefs nella rivincita di quella dell'anno precedente.

#### Stagione 2023
Il 7 settembre 2023, a ridosso dell'avvio della nuova stagione, Burrow firmò un'estensione contrattuale con i Bengals di cinque anni a 275 milioni di dollari, diventando così il giocatore più pagato nella storia della NFL su base annuale, con 55 milioni l'anno. Cincinnati iniziò però la stagione perdendo tre delle prime quattro gare, complice un infortunio che limitò fortemente le prestazioni del quarterback. La squadra si riprese nel quinto turno battendo gli Arizona Cardinals con Burrow che passò 317 yard, 3 touchdown, tutti per Ja'Marr Chase, e subì un intercetto, prestazione che gli valse il riconoscimento di quarterback della settimana.
Nell'ottavo turno Burrow disputò fino a quel momento la miglior prova stagionale, passando 283 yard e 3 touchdown, senza subire intercetti, nella vittoria sui San Francisco 49ers, venendo premiato come giocatore offensivo della AFC della settimana. Nell'undicesimo turno fu costretto ad abbandonare la gara con i Ravens per un infortunio al polso destro, non facendo più ritorno in campo. Il giorno successivo fu annunciato che avrebbe perso il resto della stagione per la rottura di un legamento. Il 27 novembre 2023 si sottopose ad un intervento chirurgico per riparare la lesione al legamento del polso e iniziare quindi la riabilitazione.

#### Stagione 2024
I Bengals aprirono la stagione con tre sconfitte, prima di una vittoria contro i Carolina Panthers in cui Burrow passò 232 yard e due touchdown. Nella gara del quinto turno i Bengals uscirono sconfitti ai tempi supplementari 38-41 contro i Baltimore Ravens, con Burrow che lanciò 392 yard e cinque touchdown, venendo premiato per la sua prestazione come quarterback della settimana. La settimana successiva aprì le marcature con un touchdown su corsa da 47 yard, la più lunga della carriera, nella seconda vittoria consecutiva a spese dei New York Giants.
Nella settimana 9 Burrow passó 243 yard e 5 touchdown (con un intercetto) nella netta vittoria sui Raiders, la prima stagionale in casa, prestazione che gli valse il riconoscimento di quarterback della settimana. Quattro giorni dopo passó 428 yard e 4 touchdown (tre per Ja'Marr Chase) senza intercetti subiti ma nonostante la sua prestazione i Bengals furono sconfitti per 35-34 dai Ravens. La sua prestazione gli valse comunque per la seconda gara di fila il riconoscimento di quarterback della settimana. Nel turno successivo si ripeté lo stesso copione, con Burrow che passò 356 yard e 3 touchdown ma Cincinnati fu sconfitta dai Los Angeles Chargers. Malgrado le prestazioni della sua squadra, alla fine di novembre Burrow fu premiato come giocatore offensivo del mese della AFC, in cui passò 345 yard a partita, con 12 touchdown e un solo intercetto.
Nella settimana 15, nella vittoria sui Titans, Burrow lanciò almeno tre touchdown per la sesta gara consecutiva, il quarto quarterback nella storia della NFL a compiere tale impresa. Nel turno successivo passò 252 yard e altri 3 touchdown nella vittoria sui Browns. Nel penultimo turno passó 412 yard e 4 touchdown, incluso il terzo di giornata per Tee Higgins nei tempi supplementari che diede ai Bengals la vittoria sui Denver Broncos. Fu il primo touchdown vincente nei supplementari nella storia della franchigia dí Cincinnati e per questa prestazione fu premiato come giocatore offensivo della AFC della settimana e come quarterback della settimana. A fine stagione Burrow fu convocato per il suo secondo Pro Bowl dopo avere guidato la NFL yard passate (4.918), passaggi da touchdown (43), passaggi tentati (652) e passaggi completati (460). Cincinnati pagò il difficile inizio di stagione e, anche se vinse tutte le ultime cinque gare, non si qualificò per i playoff con un record di 9-8. Fu premiato per la seconda volta in carriera come Comeback Player of the Year, il secondo giocatore della storia dopo Chad Pennington ad aggiudicarsi due volte tale riconoscimento, e si classificò quarto nel premio di MVP della NFL.

## Palmarès

### Franchigia
- American Football Conference Championship: 1

Cincinnati Bengals: 2021

### Individuale
- Convocazioni al Pro Bowl: 2

2022, 2024
- Comeback Player of the Year: 2 (record)

2021, 2024
- Quarterback dell'anno: 1

2022
- Giocatore offensivo della AFC del mese: 2

novembre 2024, dicembre 2024/gennaio 2025
- Giocatore offensivo della AFC della settimana: 8

4ª e 16ª del 2021, 7ª, 13ª e 16ª del 2022, 8ª del 2023, 17ª del 2024
- Quarterback della settimana: 13

7ª del 2020, 4ª, 7ª, 16ª e 17ª del 2021, 6ª, 7ª e 11ª del 2022, 5ª del 2023, 5ª, 9ª, 10ª e 17ª del 2024

## Statistiche

### Stagione regolare
| 2020   | CIN    | 10 | 10 | 264   | 404   | 65,3 | 2 688  | 6,7 | 67 | 13  | 5  | 89,8  | 37  | 142 | 3,8 | 23 | 3  | 32  | 231   | 9  | 4  | 2-7-1   |
| 2021   | CIN    | 16 | 16 | 366   | 520   | 70,4 | 4 611  | 8,9 | 82 | 34  | 14 | 108,3 | 40  | 118 | 3,0 | 12 | 2  | 51  | 370   | 5  | 2  | 10-6-0  |
| 2022   | CIN    | 16 | 16 | 414   | 606   | 68,3 | 4 475  | 7,4 | 60 | 35  | 12 | 100,8 | 75  | 257 | 3,4 | 23 | 5  | 41  | 259   | 6  | 3  | 12-4-0  |
| 2023   | CIN    | 10 | 10 | 244   | 365   | 66,8 | 2 309  | 6,3 | 64 | 15  | 6  | 91,0  | 31  | 88  | 2,8 | 20 | 0  | 24  | 180   | 2  | 1  | 5-5-0   |
| 2024   | CIN    | 17 | 17 | 460   | 652   | 70,6 | 4 918  | 7,5 | 70 | 43  | 9  | 108,5 | 42  | 201 | 4,8 | 47 | 2  | 48  | 278   | 11 | 5  | 9-8-0   |
| Totale | Totale | 69 | 69 | 1 748 | 2 547 | 68,6 | 19 001 | 7,5 | 82 | 140 | 46 | 101,2 | 225 | 806 | 3,6 | 47 | 12 | 196 | 1 318 | 33 | 15 | 38-30-1 |

### Play-off
| 2021   | CIN    | 4 | 4 | 97  | 142 | 68,3 | 1.105 | 7,8 | 75 | 5 | 2 | 97,3 | 11 | 31  | 2,8 | 11 | 0 | 19 | 137 | 0 | 0 | 3-1 |
| 2022   | CIN    | 3 | 3 | 72  | 109 | 66,1 | 721   | 6,6 | 35 | 4 | 2 | 89,3 | 15 | 70  | 4,7 | 21 | 1 | 10 | 60  | 0 | 0 | 2-1 |
| Totale | Totale | 7 | 7 | 169 | 251 | 67,3 | 1.826 | 7,3 | 75 | 9 | 4 | 93,8 | 26 | 101 | 3,9 | 21 | 1 | 29 | 197 | 0 | 0 | 5-2 |

Fonte: Pro-Football-Reference - In grassetto i record personali in carriera -      leader della lega -      record NFL

Statistiche aggiornate alla stagione 2024